# Christian Bekamenga
Christian Bekamenga Bekamenga Aymard  (surnommé Beka) né le 9 mai 1986 à Yaoundé, est un footballeur international camerounais évoluant au poste d'attaquant.

## Biographie

### Carrière en club

#### FC Nantes
Passé entre autres par la Malaisie et l'Indonésie, il signe au FC Nantes le 1er janvier 2008 mais n'arrive à la Jonelière que courant février 2008. En effet, le joueur est dans l'attente de son permis de travail en France. Amoindri par un problème au genou, nécessitant un travail de renforcement musculaire, il ne prend pas part aux matchs avec le FC Nantes durant la fin de la saison 2007-2008.
Il commence à jouer au FC Nantes en tant que remplaçant en début de saison, puis devient titulaire. Il marque deux journées d'affilée les buts décisifs de la victoire contre Grenoble puis contre Saint-Étienne, où il est littéralement excellent. La Ligue 1 fait alors connaissance avec Christian Bekamenga : il est élu dans le meilleur onze de la semaine par Eurosport, au poste d'ailier droit.
Malgré sa percussion et le dynamisme qu'il apporte à l'attaque nantaise, ses lacunes techniques en font un joueur qu'on ne peut utiliser durablement sur le côté droit. Il est plus à l'aise sur le front de l'attaque, même si la concurrence est rude (Mamadou Bagayoko, Ivan Klasnic ou encore Filip Djordjevic) et que, de surcroît, l'entraîneur nantais, Élie Baup, privilégie généralement un système de jeu à une pointe. Ce contexte difficile est renforcé par la saison morose du FC Nantes, en lutte constante pour rester en Ligue 1, ce qui n'est pas favorable à l'intégration des jeunes joueurs. Malgré le temps de jeu limité qu'implique la situation, Bekamenga profite d'une de ses rares titularisations pour marquer le premier but de la victoire nantaise face à l'OGC Nice lors de la 32e journée de Ligue 1.
Durant la saison 2008-2009 du FC Nantes, il devient un pion essentiel du système d'Elie Baup, et marque son 6e but en Ligue malgré la défaite contre Le Havre (1-2). Après la relégation du FC Nantes en Ligue 2, la découverte d'une maladie du cœur et de longues blessures, il fait son retour dans le groupe face à Bastia où il rentre en cours de jeu à la 79e min. En août 2010, il est prêté au club grec du Skoda Xanthi.

#### Canonnier du Stade lavallois
Le 28 mai 2013, Bekamenga signe en faveur du Stade lavallois pour une durée de trois ans. Titulaire sur le front de l'attaque Mayennaise, le Camerounais inscrit un total de 18 buts et participe activement au maintien du club en Ligue 2. Il signe là sa saison la plus aboutie en Europe. En janvier 2020, il sera désigné dans le onze type de la décennie par la rédaction sportive de Ouest-France Laval.
Lors du mercato estival 2014, il trouve un accord avec le Club Africain pour un contrat de trois ans avant que le club tunisien ne fasse marche arrière à la suite des tests médicaux qui auraient révélé une lésion ancienne au niveau du genou, susceptible de provoquer une rupture des ligaments croisés. Alors qu'il avait affiché ses désirs de départ, Bekamenga fait finalement partie de l'effectif lavallois pour la saison de Ligue 2 2014-15.

#### Passages à Troyes, Lens et Metz
Il est prêté, lors du dernier jour du mercato hivernal 2015, au club de Troyes jusqu'au terme de la saison, avec option d'achat. Celle-ci est levée à la suite de l'accession du club en Ligue 1.
À la suite de son transfert avorté en Turquie, il est prêté le 5 août 2015 par Troyes au Racing Club de Lens. Après cinq mois difficiles où il ne parvient pas à se faire une place dans l'effectif lensois, le club décide de mettre fin à son prêt. L'entraîneur du RCL, Antoine Kombouaré, confirme le nouveau prêt de Bekamenga, par Troyes, au Football Club de Metz, le 13 janvier 2016. Dès son premier match en championnat avec son nouveau club, le 22 janvier 2016), il marque un doublé qui donne la victoire au FC Metz. Il marque de nouveau la semaine suivante et reçoit le trophée UNFP récompensant le meilleur joueur du mois de Ligue 2.

### Parcours en sélection
Il est retenu dans la pré-sélection camerounaise pour la CAN 2008. Il ne fait néanmoins pas partie de la sélection finale qui perd en finale face à l'Égypte (0-1).
Lors des JO de Pékin en 2008, il est quart-de-finaliste du tournoi olympique avec le Cameroun, jouant trois matchs : contre le Brésil, le Honduras et l'Italie.
Il est de nouveau appelé en équipe A en septembre 2008, avant d'être renvoyé dans son club.
Il fait ses débuts en équipe nationale en mars 2016.

## Palmarès
- Champion de Ligue 2 en 2015 et promotion en Ligue 1 avec l'ES Troyes AC
- Promotion en Ligue 1 en 2016 avec le FC Metz
- Meilleur buteur du tournoi des 8 nations espoirs : 2007
- Médaille d’or des Jeux africains : 2007